# Synagoge (Dijon)

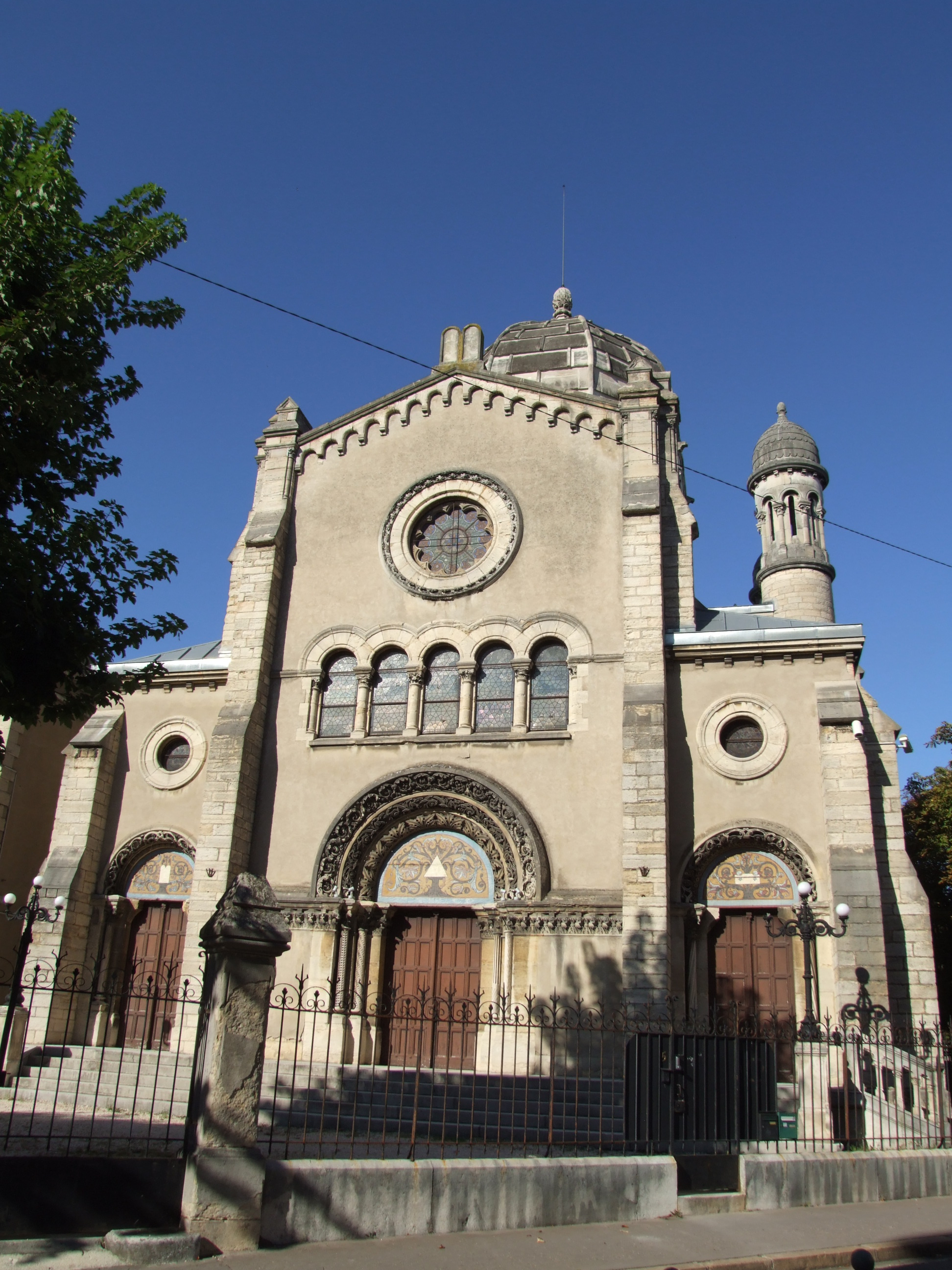
Synagoge in Dijon (2009)

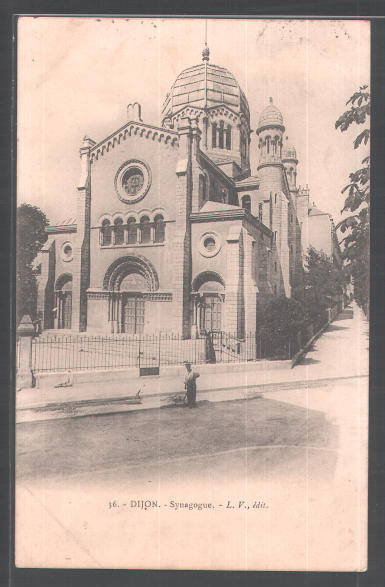
Die Synagoge im Jahr 1905

Die Synagoge von Dijon ist ein Gotteshaus aus dem 19. Jahrhundert.

## Geschichte
Dijon hatte nach der letzten Judenvertreibung Ende des 14. Jahrhunderts mehrere Jahrhunderte lang fast keine jüdischen Einwohner mehr. Erst 1790 beschloss die Distriktverwaltung, die Lebensbedingungen für Juden so zu verbessern,  dass eine Abwanderung in andere Gegenden und damit wirtschaftlicher Schaden für die Stadt und Umgebung vermieden werden konnte und eine Rückkehr nach Dijon  wieder attraktiv wurde. Im Zuge der Industrialisierung und des Ausbaus der Eisenbahnlinien im 19. Jahrhundert kamen viele jüdische Gemeindemitglieder in Dijon zu großem Wohlstand und guten Beziehungen zur Verwaltung, die bereits 1841 drei Räumlichkeiten zur Verfügung stellte, in denen Gottesdienste abgehalten werden konnten.
1869 erhielt die jüdische Gemeinde das Grundstück, auf dem die Synagoge erbaut werden sollte, kostenlos von der Stadt. Der Grundstein wurde am 21. September 1873 gelegt, am 11. September 1879 konnte die Synagoge eingeweiht werden. Die Entwürfe zu dem zentral gelegenen und weithin sichtbaren neomaurischen Bau stammten von Alfred Sirodot, der sich stilistisch an der Synagoge in der Rue de la victoire in Paris orientierte. Aber auch Sacré-Cœur wird als Vorbild genannt. Das 39 Meter hohe, von einer Kuppel gekrönte und mit vier schlanken Türmen geschmückte Bauwerk wurde von dem Bildhauer M. Schanoski aus Dijon geschmückt. Zwölf Glasfenster zeigten die biblischen Stämme Israels.
Eine Zerstörung während des Zweiten Weltkrieges konnte durch Félix Kir verhindert werden; die Synagoge wurde während der deutschen Besetzung bis 1944 als Warenhaus verwendet. Etliche Juden aus Dijon konnten den Deutschen entkommen; ein Teil der Gemeinde kehrte nach Kriegsende nach Dijon zurück. Vergrößert wurde sie ab 1962 durch Zuwanderer aus Nordafrika und in jüngerer Zeit durch russische Aussiedler. Im Jahr 2000 wurde das Gebäude wegen Baufälligkeit geschlossen. Per Spendenaufruf versucht man momentan, die für die Restaurierung der prächtigen Kuppel benötigte Summe zu sammeln.